# Зыков, Спартак Сергеевич
Спарта́к Серге́евич Зы́ков (1925 — 2005) — советский дипломат, чрезвычайный и полномочный посол.

## Биография
Участник Великой Отечественной войны.
Член ВКП(б). Член Трудовой России. Окончил МГИМО МИД СССР. Кандидат юридических наук. На дипломатической работе с 1953 года.
- В 1953—1960 годах — сотрудник центрального аппарата МИД СССР.
- В 1960—1964 годах — советник Посольства СССР в Сомали.
- В 1964—1965 годах — на ответственной работе в центральном аппарате МИД СССР.
- В 1965—1968 годах — советник Посольства СССР в Эфиопии.
- В 1968—1971 годах — на ответственной работе в центральном аппарате МИД СССР.
- В 1971—1973 годах — советник-посланник Посольства СССР в Мали.
- В 1973—1978 годах — советник-посланник Посольства СССР в Алжире.
- В 1978—1979 годах — на ответственной работе в центральном аппарате МИД СССР.
- С 29 октября 1979 по 1986 год — чрезвычайный и полномочный посол СССР в Чаде (с 9 ноября 1980 — по совместительству)[2].
- С 9 ноября 1980 по 8 июня 1986 года — чрезвычайный и полномочный посол СССР в Камеруне с сохранением обязанностей посла в Чаде[3].